# Baron Gruff
Baron Gruff, född 18 april 1964, död 8 maj 1970, var en svensk travhäst.
Baron Gruff inledde sin karriär i Boden. Hästen tränades under sina tidiga år av Bodentränaren Gustaf Hallén, men flyttades sedermera över till Solvalla och Gösta Nordin. Baron Gruff utvecklades snabbt till en elithäst i Gösta Nordins träning. 1970 deltog Baron Gruff i loppet Walter Lundbergs Memorial på Solvalla, ett anrikt lopp som vid denna tid samlade svensk elit. Baron Gruff vann loppet på ett imponerande sätt. Natten efter loppet insjuknade Baron Gruff i en mystisk tarmsjukdom som kom att ända hans liv. Den åkomma som Baron Gruff dog av har därefter kallats Baron Gruff-sjukan. Baron Gruff blev Gösta Nordins sista elithäst.
Hästen ägdes av Stall Gruff som drevs av Nils Bergman, tidigare ordförande för Norrbottens Travsällskap.